# 白节山灯塔
白节山灯塔是浙江省嵊泗县境内的一座灯塔。灯塔位于菜园镇白节山岛上，用于白节峡水道的导航。1883年（清光绪九年），灯塔由英国人建造，1927年由中国职员管理。2011年，白节山灯塔与舟山市和宁波市境内的其他十二座灯塔被列入第三次全国文物普查百大新发现，并于2013年成为全国重点文物保护单位。